# Michel Ney
Michel Ney, duque de Elchingen y príncipe de la Moscova (Saarlouis, 10 de enero de 1769-París, 7 de diciembre de 1815), también llamado le Rougeaud («el rubicundo») y le Brave des braves («el valiente de entre los valientes»), fue mariscal del ejército de Francia y luchó en las Guerras Revolucionarias Francesas y en las Guerras Napoleónicas.

## Infancia y juventud

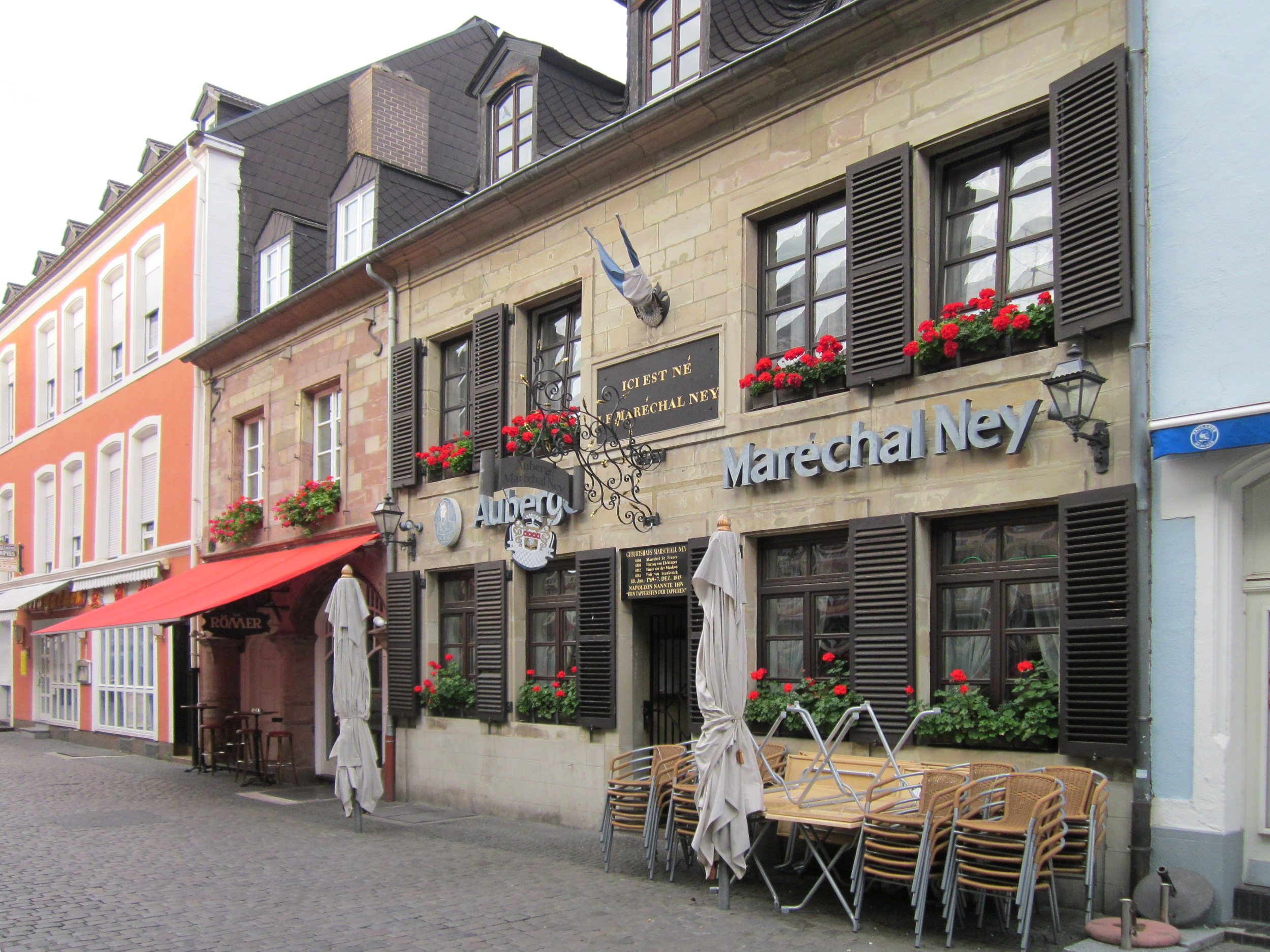
Casa de Michel Ney en Saarlouis

Fue hijo de Pierre Ney, un tonelero de Saarlouis, Sarre, y de su esposa Margarethe Greiveldinger. Su padre era además veterano de la Guerra de los Siete Años, por lo que el joven Michel supo por su boca cómo era la vida del soldado, aunque este nunca la quiso para él. Ney recibió una educación básica en una escuela de monjes agustinos, pero al ser su madre de origen alemán, siempre fue perfectamente bilingüe.
Siendo aún niño, comenzó a trabajar en la oficina de un importante comerciante de licores de la región alemana del Sarre y luego como aprendiz de vendedor de una fundición. Sin embargo, en 1787 decidió reorientar su vida y se alistó voluntariamente en el 5.º de Húsares, en contra de los deseos de su padre.
Desde su entrada en el Ejército, Ney encarnó fielmente todas las virtudes del soldado: valiente, generoso, abierto y solidario con sus compañeros, que lo adoraban. Además, demostró desde el primer momento una gran capacidad para entender los mecanismos de una batalla, en especial la caballería y la infantería de primera línea, por lo que su ascenso en la jerarquía militar fue meteórico.

## Las Guerras Revolucionarias
Cuando se organizó la primera coalición contra la Francia revolucionaria, Ney fue destinado a las órdenes del general Kléber en el frente del Rin. Participó en los asedios de Valmy y Neerwinden, siendo ascendido a teniente en 1792 y a capitán en 1794. Encantado de tenerlo a su servicio, Kléber lo hizo jefe de escuadrón y ayudante de campo. Sus propios compañeros le dan el sobrenombre de «el infatigable», pero como era pelirrojo también comenzó a ser llamado «el rubicundo» o «le rougeaud».
Fue destinado al asedio de Maguncia, donde cayó herido, pero rehusó darse de baja y se mantuvo en primera línea. Por su valor, fue ascendido a general de brigada en 1796 y se le asignó el mando de un cuerpo de caballería. El 17 de abril de 1797, durante la batalla de Neuwied, Ney lanzó una carga contra un destacamento de lanceros austriacos que iban a apoderarse de una batería de cañones, poniéndolos en fuga. Pero antes de poder reagrupar a sus hombres sufrió un contraataque por parte de la caballería pesada austriaca, cayendo derribado de su caballo. Fue hecho prisionero, pero recuperó la libertad el 8 de mayo tras aceptarse su intercambio por otro general austriaco.
Permaneció en el frente de Maguncia, donde en 1799 participó activamente en las tomas de Fráncfort del Meno, Hochstedt y Nidda. En Winterthur fue herido en el muslo y la muñeca, por lo que recibió una baja temporal del servicio activo, que aprovechó para casarse con Aglaé Auguié. La boda se celebró en Grignon y tuvo como testigo al general René Savary. Cuando estalló el golpe de Estado del 18 de brumario, que llevó al poder a Napoleón, inicialmente Ney mostró su rechazo. Sin embargo, refrenó sus impulsos contra el nuevo cónsul por consejo de su esposa, que era una bonapartista convencida y amiga íntima de Hortensia de Beauharnais, la hija de Josefina. A través de ella, Ney conoció personalmente a Napoleón, quedando fascinado por el nuevo hombre fuerte de Francia. Napoleón, por su parte, también quedó impresionado por Ney, a quien desde entonces irá concediendo más y más responsabilidades.
Tras recuperarse de sus heridas, Ney fue destinado al ejército del general Victor Moreau, con quien logró una gran victoria el 3 de diciembre de 1800 en la batalla de Hohenlinden. A partir de septiembre de 1802, Ney fue nombrado ministro plenipotenciario para los asuntos helvéticos, lo que llevaba consigo el mando supremo de las fuerzas francesas destinadas en Suiza, así como funciones administrativas y diplomáticas. Con gran habilidad, consigue evitar un conflicto armado en el país alpino y se gana el reconocimiento público de Talleyrand.
Durante esta época conoce a un teórico bélico, el general suizo Henri Jomini, también historiador y analista bélico, con quien entabla una profunda amistad. Se criticó enormemente la importancia e influencia que este hombre tuvo en Ney sobre cuestiones tácticas. No obstante, pocos meses después Ney es trasladado a Boulogne, donde Napoleón le encarga la instrucción de un nuevo cuerpo de reclutas que acabará convirtiéndose en la Grande Armée (el Gran Ejército).

## Mariscal del Imperio

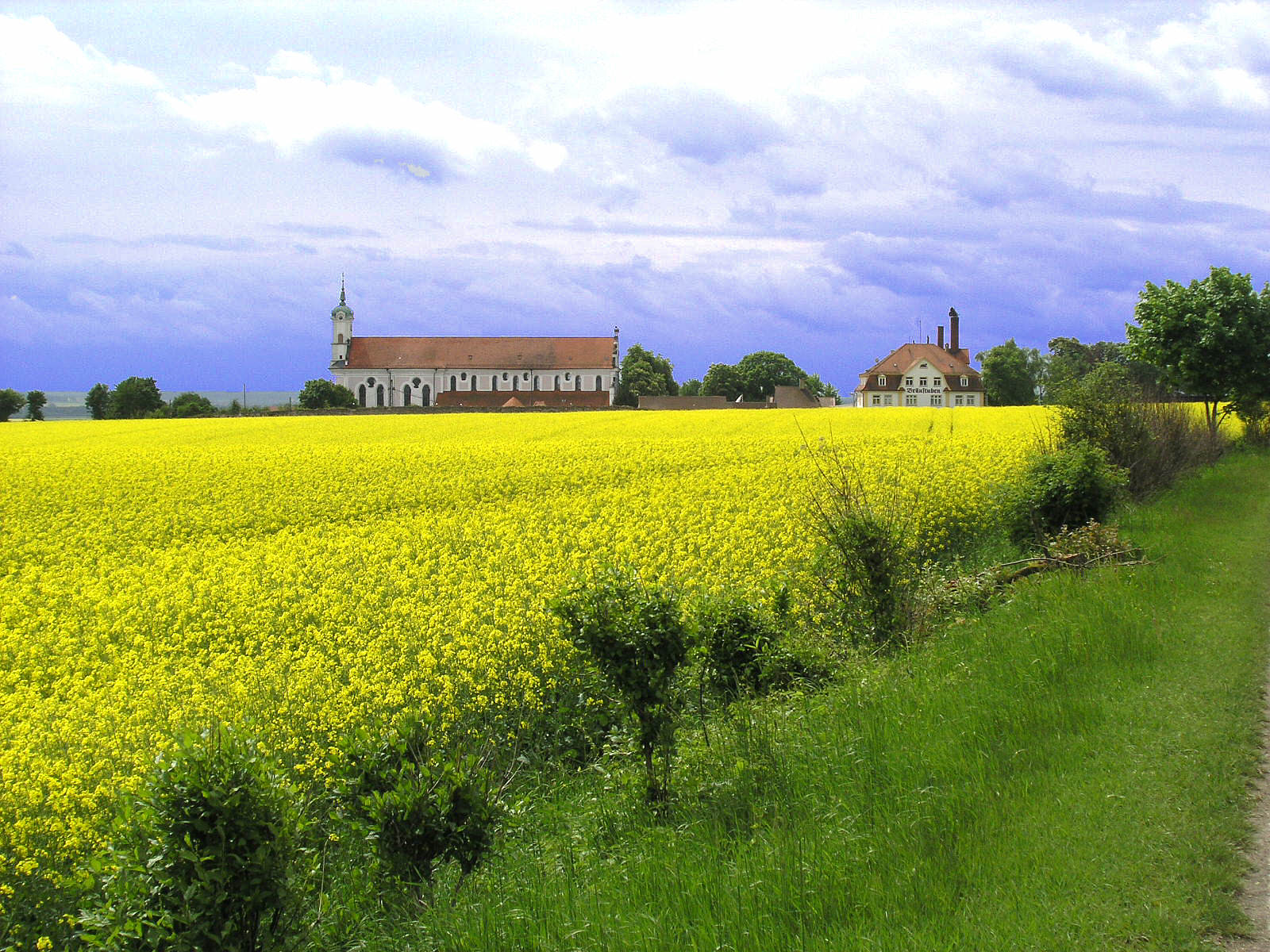
El campo de batalla delante del Convento de Elchingen.

El 19 de mayo de 1804, en una solemne ceremonia, Ney recibe de Napoleón su bastón de mariscal del Imperio. Acto seguido es destinado al frente del VI Cuerpo del Gran Ejército, invadiendo Austria en 1805 y logrando una gran victoria en la batalla de Elchingen. Este movimiento de Ney se coordina perfectamente con la batalla de Ulm, donde Napoleón aplasta al ejército austriaco. En noviembre de ese año Ney invade el Tirol y conquista Innsbruck y Carintia tras derrotar al archiduque Juan de Austria. De esta forma, el derrotado emperador Francisco I de Austria se ve obligado a firmar la paz.
En 1806 vuelve a tomar parte activa en la guerra contra Prusia. En la batalla de Jena dirige un asalto frontal contra las líneas prusianas que fracasa, y bien hubiera podido ser su final si el mariscal Jean Lannes, que percibe su situación, no hubiese intervenido en su apoyo. Tras Jena, Ney combate en la batalla de Erfurt, pasando luego a dirigir el victorioso asedio de Magdeburgo, que es tomada en tan solo veinticuatro horas. En lugar de detener a su ejército avanza tras los pasos de Napoleón, lo que le permite intervenir a tiempo en la batalla de Eylau, justo en el momento en que el mariscal Murat luchaba heroicamente para evitar que el ejército francés fuese dividido en dos. La llegada de Ney provoca una retirada de las tropas rusas, de forma que la batalla acaba en tablas. Las fuerzas francesas estaban tan exhaustas que Napoleón encarga al recién llegado Ney la inspección del campo de batalla, una inmensa llanura cubierta de nieve enrojecida por la sangre. Así, en su informe dirá: Quel massacre! Et sans resultat! («¡Qué masacre! ¡Y sin resultado!»).
La guerra contra Rusia continúa en la batalla de Güttstadt, donde los 14 000 hombres de Ney derrotan a 70 000 rusos. Posteriormente, Napoleón le asigna el mando del ala derecha en la aplastante victoria de Friedland. Como reconocimiento a estos heroicos esfuerzos, en 1808 Bonaparte le nombra duque de Elchingen.
En agosto de 1808 Ney es enviado a España con su VI Cuerpo del Gran Ejército, fijando su residencia en la ciudad de Soria. Allí queda al servicio de José Bonaparte, pero enseguida se niega a obedecer sus órdenes, que considera inapropiadas. Podemos verlo en la Guerra de la Independencia en la provincia de Soria, el cual tras tomar la ciudad se muestra cauteloso y pasivo, en vez de enfrentarse a la retaguardia del general Francisco Javier Castaños, o cortarle la retirada tras la derrota en la batalla de Tudela, Ney no abandonó Soria hacia Ágreda hasta el 25 de noviembre.

"Si el Mariscal Ney no se hubiese dejado impresionar por los habitantes de Soria, y no se hubiese quedado el 23 y el 24 en Soria [...], él debería haber llegado el día 23 según mis órdenes a Ágreda y ni un solo hombre hubiese escapado." (Carta de Napoleón a su hermano José)

Sus tropas le apoyan fielmente, y José protesta ante Napoleón. Cuando el emperador se entrevista con su hermano, en presencia de Ney le espeta: «El general que hubiese obedecido tales instrucciones habría sido un estúpido». Así, aunque José permanece como rey de España, el mando militar queda en manos de los mariscales nombrados por el emperador.
Ney es destinado a las órdenes del mariscal Masséna con quien invaden Portugal. Toma Ciudad Rodrigo, participa en el asedio a Almeida y combate en la batalla del río Coa. Tras la derrota sufrida en la batalla de Buçaco acaba teniendo desavenencias con su nuevo comandante acerca de la manera más eficaz de dirigir la guerra. La presencia de Jomini, a quien nombra jefe de su Estado Mayor, no sólo no le favorece, sino que le granjea un nuevo enfrentamiento dentro del alto mando, esta vez con el mariscal Soult. Ambos mariscales le acusan formalmente de insubordinación, lo que provoca que en 1810 Napoleón le retire de España y le llame a París. Sin embargo, para gran satisfacción de Ney, el emperador no le hace ningún reproche, sino que le explica que su decisión se debía tan solo al deseo de que no hubiese más enfrentamientos en lo alto de la escala de mando.

## La campaña rusa

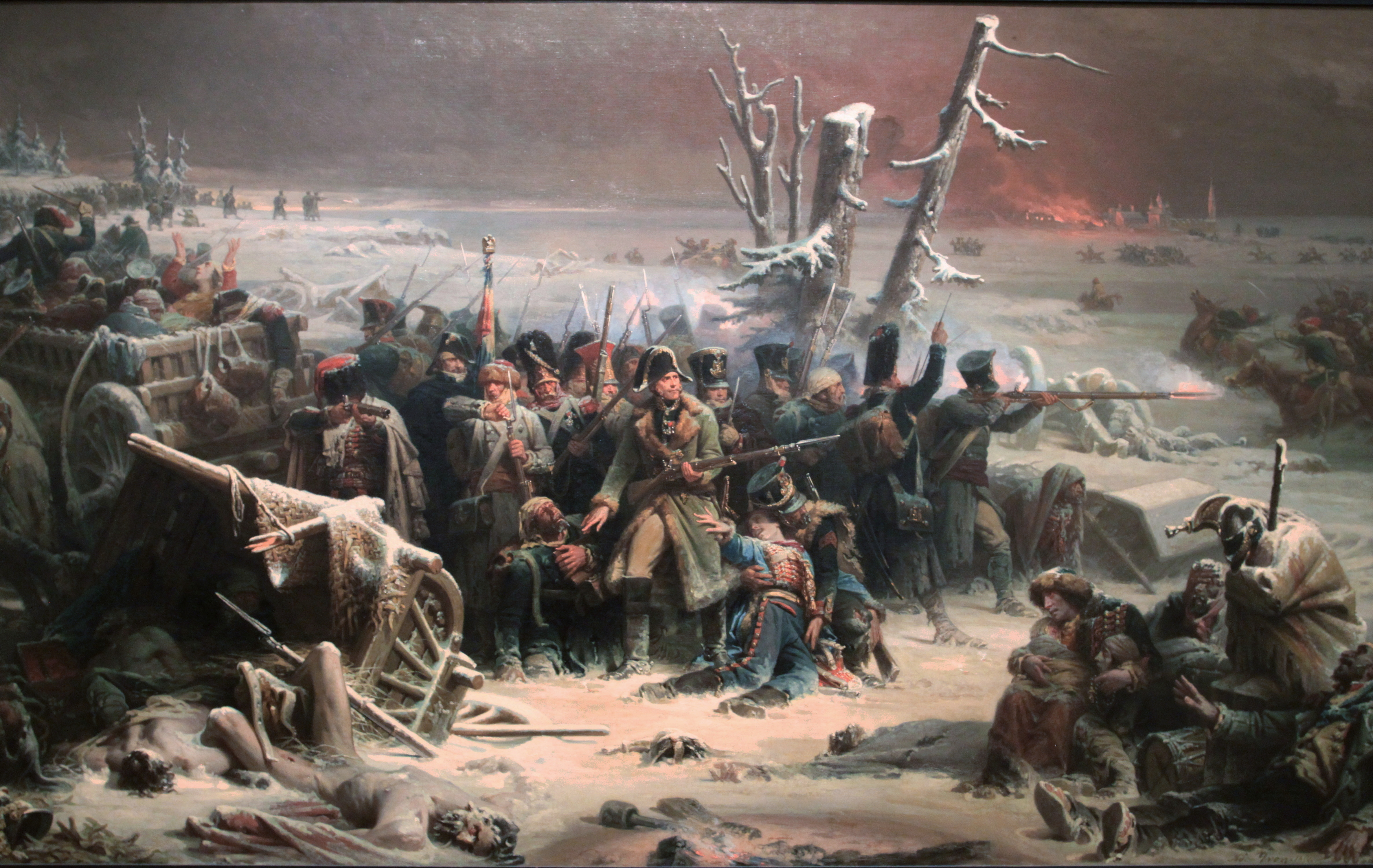
Ney durante la retirada de Rusia, por Adolphe Yvon.

Cuando Napoleón toma la decisión de invadir Rusia, pone a Ney al frente del III Cuerpo de Ejército. Durante la primera parte de la Campaña, cuando los franceses avanzaban hacia Moscú, estuvo a cargo de la primera línea de combate en la batalla de Smolensk, donde recibe un disparo en el cuello. Sin embargo, pese a su herida, afirma estar totalmente recuperado y vuelve a exhibir su impresionante valentía en la batalla de Borodino, por lo que Napoleón le nombró príncipe del Moscova.
Durante la ocupación de Moscú, Ney es partidario de reanudar la marcha y perseguir al ejército de Kutúzov, mientras que otros mariscales como Berthier prefieren una retirada ordenada. Napoleón, finalmente, elige permanecer en la ciudad, decisión que tendrá funestas consecuencias cuando esta sea incendiada por los propios rusos, lo que deja a los franceses sin víveres ni abrigo en pleno invierno.
Napoleón se ve entonces obligado a iniciar la retirada a las bases de Polonia, encargando a Ney proteger la retaguardia. Durante cuarenta días seguidos hubo de enfrentarse a ataques incontrolables de la caballería cosaca rusa, dirigiendo contraataques y planteando dispositivos defensivos que consiguen mantener unido el ejército a pesar de sufrir miles de bajas. Al llegar al río Beresina, los ingenieros franceses son incapaces de tender a tiempo los puentes y la retaguardia francesa es alcanzada por el grueso de las tropas rusas, entablándose la célebre batalla del Beresina. Todos los hombres de Ney caen presas del pánico y huyen en desbandada, mientras que él queda solo en su posición armado con su sable y una bayoneta. Su lugarteniente echa en cara a los soldados su cobardía y les conmina a volver, pero solo consigue que doce de ellos permanezcan en la línea de batalla. Rápidamente montan una trinchera tras la que se parapetan y desde ella logran retrasar el asalto de los cosacos, lo que permite huir a la mayor parte del ejército.

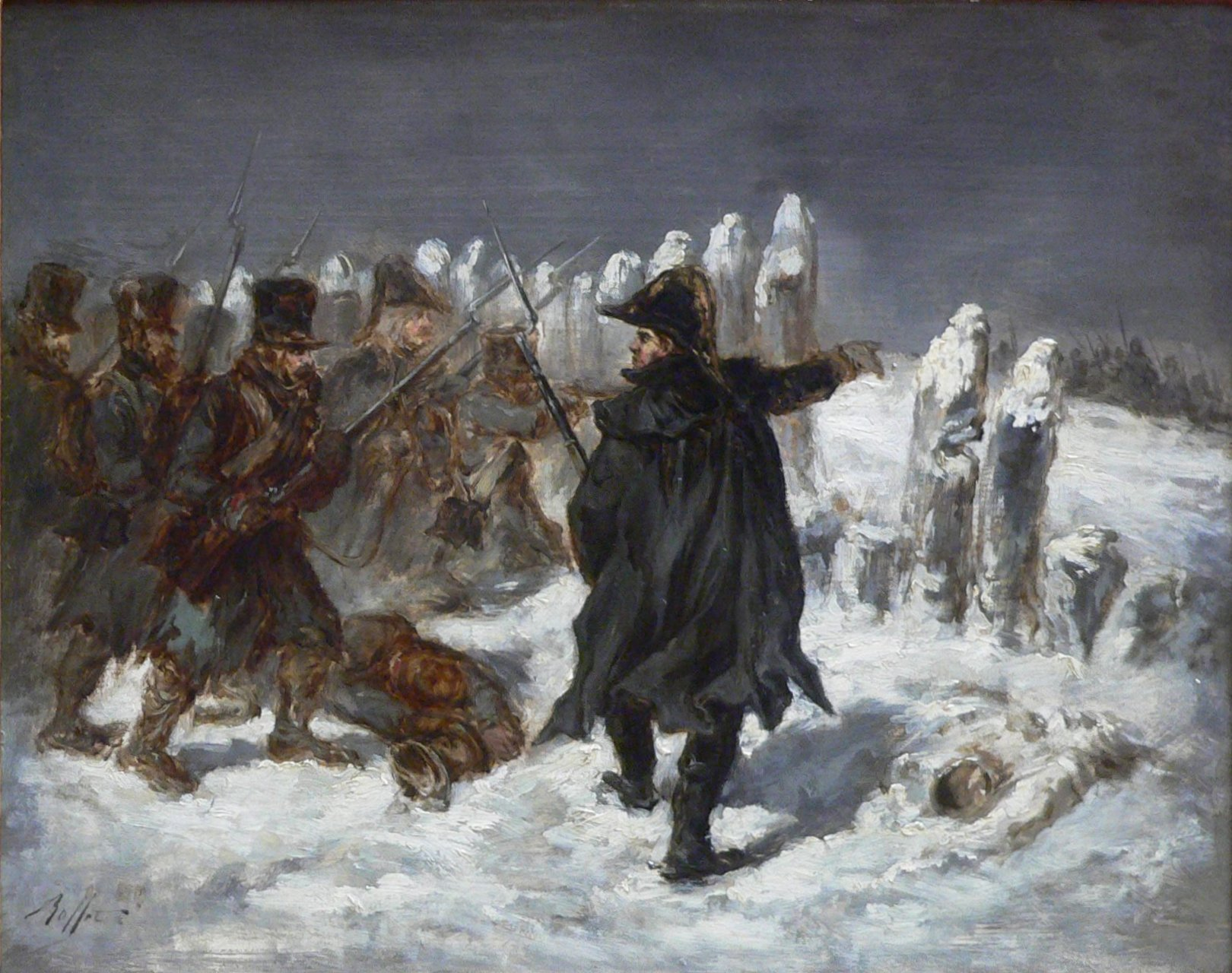
Ney en el puente de Kovno (pintura de Denis-August-Marie Raffet).

Cuando los artificieros franceses vuelan los puentes para evitar que los rusos sigan la persecución, Napoleón no sabe aún si Ney ha podido escapar o no, por lo que exclama: «Tengo 300 millones de francos en las Tullerías. Bien... los daría todos con tal de que me lo devuelvan». Pocas horas después, Ney consigue presentarse ante el Emperador, informándole que ha sido el último soldado francés en cruzar el crucial puente de Kovno, justo antes de su voladura, por lo que un emocionado Napoleón exclama: «Francia está llena de hombres valientes, pero ciertamente Ney es el más valiente de entre los valientes. Es el Ajax de los Ejércitos Imperiales».

## De Rusia a Fontainebleau
Tras el desastre de Rusia, el mariscal Berthier logró reunir un nuevo ejército imperial con el cual Napoleón salió al paso de sus enemigos, en lo que sería la Campaña de Alemania, librada durante todo el año de 1813. Ney permaneció junto al Emperador, tomando parte activa en la batalla de Weissenfels, siendo herido en la batalla de Lützen y mandando el ala izquierda francesa en la batalla de Bautzen, donde fracasó al ejecutar la maniobra envolvente planeada por Bonaparte. Todos estos enfrentamientos se saldaron con un triunfo napoleónico, pero ninguno fue decisivo, ya que la suerte de la guerra se decidió en la batalla de las Naciones, que tuvo lugar en Leipzig y cuyo resultado fue una dura derrota francesa.

Los aliados de la Sexta Coalición comienzan en 1814 la invasión de Francia, a la que Napoleón responde con una serie de batallas relámpago en la llamada Campaña de los Seis Días. Con unos recursos muy inferiores a los de los invasores, Napoleón realiza una exhibición de genio militar derrotando cuatro veces consecutivas a los aliados y sufriendo un número mínimo de bajas. Sin embargo, otro ejército prusiano marcha sobre París, donde José Bonaparte rinde la ciudad. A consecuencia de ello, los principales mariscales del Imperio se reúnen secretamente en Fontainebleau y redactan un manifiesto en el que solicitan la abdicación de Napoleón. Se encarga a Ney la entrega del ultimátum, a lo que un indignado Napoleón responde: «¡Los soldados obedecerán a su Emperador!», mientras que Ney replica "«Sire, los soldados obedecerán a sus generales». Abatido por el abandono de sus principales mariscales, Bonaparte cede finalmente y acepta el exilio en la isla de Elba. Ney se presenta ante el zar Alejandro I, a quien entrega el pliego con la abdicación. Sin embargo, quizá avergonzado, no asiste al acto de despedida de Napoleón, que tuvo lugar el 20 de abril de 1814.

Blasón del mariscal Ney.

El 29 de abril Ney acude a Compiègne y se presenta ante Luis XVIII. El nuevo rey reconoce su valor y sus esfuerzos en la negociación con Napoleón, de manera que le ratifica en todos sus títulos y le nombra además Par de Francia, caballero de la Orden de San Luis y jefe de la caballería real. Pese a todos los honores, Ney se siente incómodo en la nueva corte, donde su origen humilde le granjea el menosprecio del resto de los nobles.

## Los Cien Días

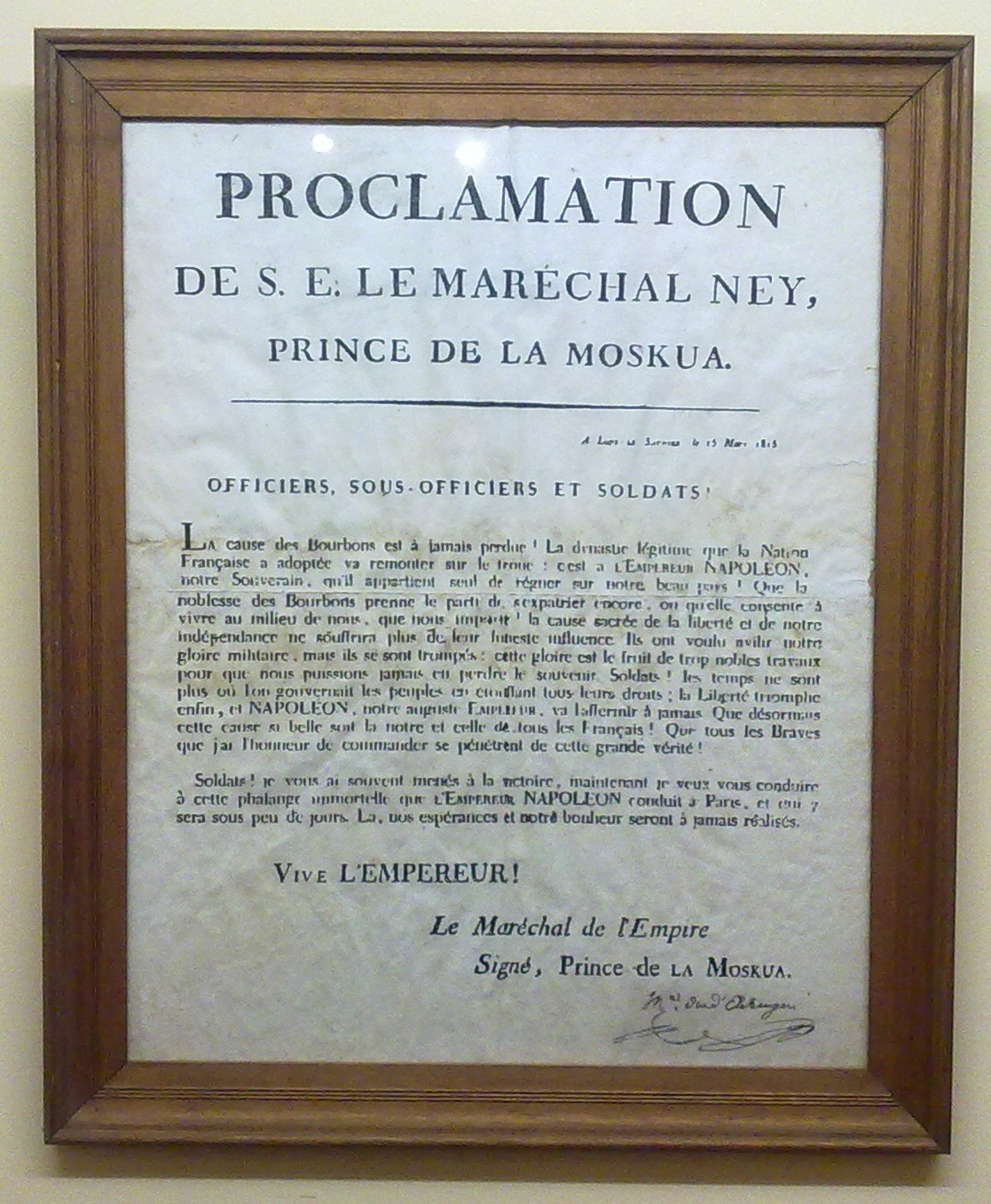
Proclama del mariscal Michel Ney a los soldados franceses, instándolos a abandonar la familia real borbónica y alinearse con Napoleón. Fechada el 15 de marzo de 1815.

El 6 de marzo de 1815 Ney es citado por el mariscal Soult, ministro de Guerra de Luis XVIII, y recibido en audiencia por el propio monarca. Se le informa que Napoleón ha escapado de Elba y desembarcado en el golfo Juan el pasado día 1, por lo que recibe órdenes directas para «hacerle entrar en razón y detenerle». Ney, deseoso de ganarse el favor real, responde que traerá a Napoleón «en una jaula de hierro». Como se desconocía la ruta que Bonaparte estaba siguiendo, se organizan cuatro cuerpos contra él, pero será el de Ney quien finalmente le localice en Lons-le-Saunier.
Al saberse cerca del emperador, Ney comienza a dudar y percibe una gran agitación entre sus hombres. Napoleón ha sido recibido entre aclamaciones allá por donde ha pasado, reuniendo ya 14 000 partidarios que le acompañan en su marcha hacia París. La turbación de Ney llega al máximo cuando el 14 de marzo recibe una carta a través del general Bertrand. Al abrirla, se da cuenta de que está redactada de puño y letra por Napoleón, que en términos afectuosos le escribe: «Permítame recibirle como le recibí tras la batalla del Moscova».
Ney pasa una noche reflexionando y al amanecer del día siguiente toma una doble resolución. Por un lado, lee una proclama a su ejército donde exalta su lealtad a Napoleón, le reconoce como único y legítimo soberano de Francia, para acabar gritando «¡Viva el Emperador!» entre los vítores de los soldados y oficiales, que enarbolan rápidamente la bandera tricolor. Por otro lado, contesta con una carta privada a Bonaparte, donde le dice: «Voy a unirme a vos, pero no por consideración ni afecto hacia vuestra persona. Antes seré prisionero vuestro, que partidario de vuestra causa, si vais a gobernar como un tirano. Juradme que en el futuro no os ocuparéis más que en reparar los males que hayáis causado...». Napoleón y Ney se reencuentran el 17 de mazo en Auxerre, dándose un abrazo en público y manteniendo una entrevista en privado. Desde aquel momento marchan juntos hacia París.
Sin embargo, antes de que Napoleón llegue a la capital ya se ha organizado la Séptima Coalición, que declara la guerra a Francia. Todos los esfuerzos diplomáticos para evitar la contienda fracasan, por lo que Napoleón reúne nuevamente a sus tropas y avanza hacia Bélgica, junto con Ney, para derrotar a las tropas inglesas y prusianas allí acantonadas.

## Batalla de Waterloo
Ney ha sido duramente criticado por su actuación durante esta batalla, tal vez no demasiado clara. El 16 de junio se enfrenta a un ejército anglo-neerlandés en la batalla de Quatre Bras, forzando su retirada hasta la villa de Waterloo. Pese al deseo de sus generales de hacer una maniobra envolvente, Napoleón prefiere plantear un asalto frontal contra las líneas inglesas, a la par que envía órdenes al mariscal Grouchy para que se una a la batalla desde otro flanco, en una maniobra de tenaza. No obstante, en la batalla de Waterloo todo sale mal para los franceses: Grouchy nunca recibirá el mensaje y, además, no atiende al ruido de la batalla y se mantiene en sus posiciones, alejado del combate, mientras que los prusianos de Blücher sí que se moverán para aislar a Napoleón.
Al mando del flanco izquierdo, Waterloo será el último escenario bélico en que Ney exhiba su valor. Sin embargo, su actitud es imprudente, ya que ordena cargar a la caballería contra la infantería inglesa, formada en cuadros en el puesto fortificado de Hougoumont, antes de que la artillería francesa pudiese debilitarla. Napoleón, que observa este movimiento con su catalejo, grita a sus ayudantes: «¿Qué hace Ney? ¿Se ha vuelto loco?» Consternado, Napoleón decide no abrir fuego de cañones, puesto que las tropas de Ney están en plena línea de tiro. 
El mariscal lucha como un soldado raso en primera línea de fuego y lanza hasta cuatro cargas de caballería consecutivas, pero no puede romper la formación de los hombres de Wellington. Cuando se percata de su error, solicita nuevos refuerzos a Napoleón, que le contesta: «Como no los fabrique... ¿De dónde espera que los saque?». Desesperado y temiendo la derrota, Ney ordena nuevas cargas contra el frente inglés, hasta que comprende que todo está perdido y grita: «¡Venid y ved cómo muere un Mariscal de Francia!». En la última carga, cuando era uno de los pocos supervivientes de la caballería francesa, fue visto golpeando su sable contra el lateral de un cañón inglés, presa de la frustración, antes de ser hecho prisionero por los británicos.

## El juicio contra Ney

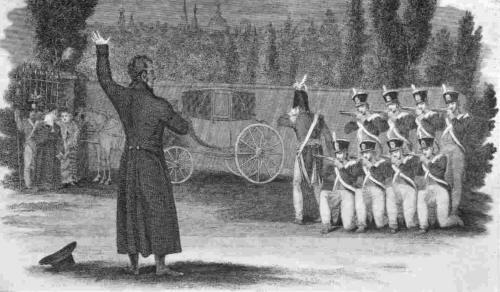
Fusilamiento de Ney

Al ser Napoleón derrotado, destronado y exiliado por segunda vez en el verano de 1815, Ney fue procesado por traición ante un Consejo de Guerra. El rey Luis XVIII encarga la misión a militares que sintiesen animadversión por Ney, sobre todo aquellos con quienes discutió durante la guerra de España. El veterano mariscal Moncey es el único que se niega a tomar parte en el juicio, por lo que el Rey lo destituye. 
Pese a ello, Ney podría esperar clemencia al ser juzgado por soldados y no por aristócratas, pero él no lo cree así y renuncia a tal derecho. Solicita ser juzgado por la Cámara de los Pares en pleno, pese a saber que estaba repleta de monárquicos hostiles a cualquier general napoleónico. Cuando se le concede esta petición, escribe a sus abogados: «Caballeros, me han prestado ustedes un gran servicio. Esa gente me habría hecho matar como a un conejo». 
Durante su proceso en la Cámara, declarará: «Al tenerlo cerca (por Napoleón) actué con el corazón y se me fue la cabeza... ¿Pero acaso podía yo parar las aguas del mar con la mano?». Ney es declarado culpable de alta traición y condenado a muerte por 128 votos a favor y 33 en contra. Cuando se le lee la lista de cargos por los que se le condena, interrumpe al secretario judicial diciendo «Sí, sí. Pasad ese párrafo y decid sólo: Miguel Ney, y pronto un poco de polvo». 
El 7 de diciembre de 1815 es llevado por una patrulla al muro trasero de los jardines de Luxemburgo. Rehusó ponerse una venda en los ojos y se le dio el derecho de dar la orden de disparar, a la que añadió: «¡Soldados, rechazo ante Dios y ante la Patria el juicio que me condena! He luchado cien veces por Francia y nunca contra ella. Apelo ante los hombres, ante la posteridad, ante Dios. Apuntad directo al corazón. ¡Viva Francia!».

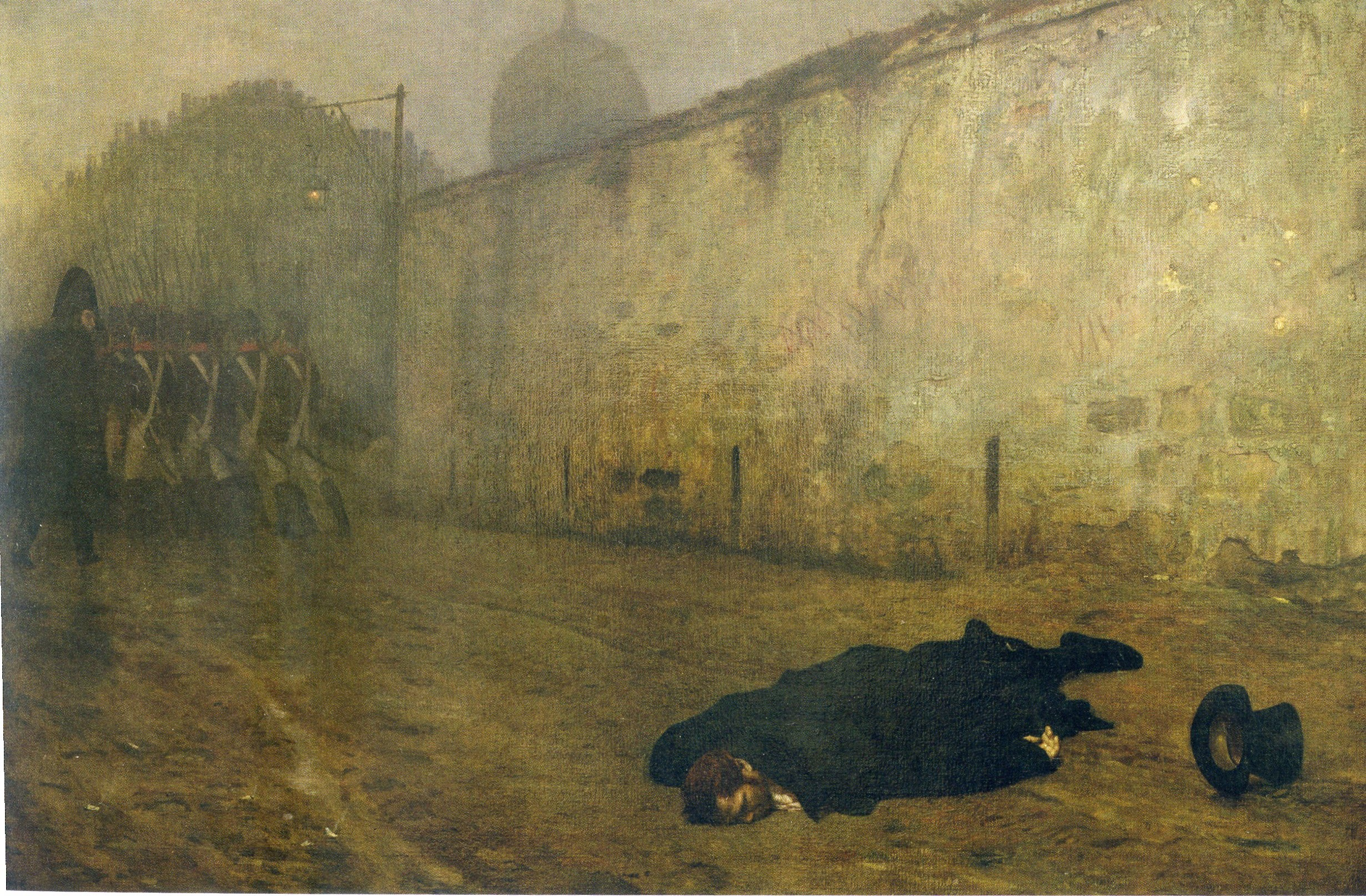
La ejecución del mariscal Ney, obra de Jean-Léon Gérôme (1868).

La ejecución de Ney fue un castigo ejemplar con el cual el régimen de Luis XVIII pretendía intimidar a los demás mariscales y generales de Napoleón, muchos de los cuales fueron exonerados de culpas políticas por la monarquía borbónica. Víctor Hugo dijo de él en su novela Los Miserables: 

¡Ah, desdichado Ney! Tantas veces expuesto a balas enemigas, estabas destinado a balas francesas.

Su nombre está escrito junto al de los grandes mariscales napoleónicos en el Arco del Triunfo de París.
Un pariente lejano de Ney fue el general Jacques Massu, que se hizo famoso en la Segunda Guerra Mundial y en la guerra de Argelia.
Desde 2001 una calle de Saarlouis, Alemania, lleva su nombre.

## La leyenda de Peter Stuart Ney
Una de las más coloridas leyendas de Ney, que crecieron tras su muerte ante el pelotón de fusilamiento, afirma que quien murió ejecutado fue un doble y que el verdadero Ney consiguió escapar a Estados Unidos. Los seguidores de esta teoría argumentan que el mariscal tenía lazos con la masonería que incluían al mismísimo duque de Wellington, quien le habría ayudado a falsear su ejecución y a huir en un barco. La base de estos rumores fue la presencia en los Estados Unidos de un tal Peter Stuart Ney, un hombre de edad similar a la del mariscal que procedía de Francia y que además hablaba un perfecto alemán. 
En una ocasión, estando borracho, este sujeto habría contado a sus amigos historias de pasadas glorias militares, jurando ser el mariscal ejecutado de Napoleón. Peter Stuart Ney vivió durante unos años como maestro de escuela en Carolina del Norte y del Sur, siendo un prestigioso profesor del Davidson College, donde diseñó el escudo de la institución que se usa hoy en día. Este Ney murió en 1846, y aunque se puede casi asegurar que esta historia es falsa, la leyenda se acrecentó con sus últimas palabras, que fueron: «Bessières está muerto; la Vieja Guardia está muerta; ahora, por favor, dejadme morir».